# Anu Vehviläinen

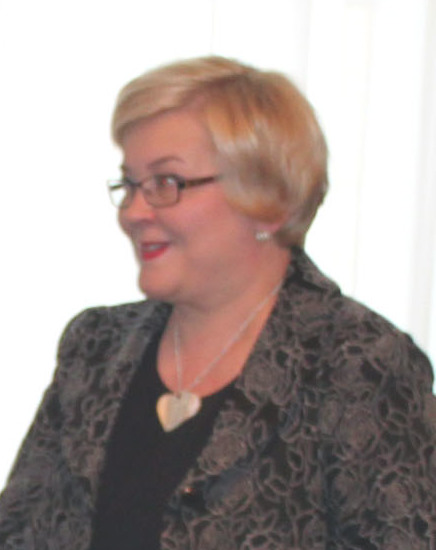
Anu Vehviläinen, 2009

Anu Vehviläinen (* 9. September 1963 in Leppävirta) ist eine finnische Politikerin der Zentrumspartei und seit 2020 Präsidentin des finnischen Parlaments.

## Leben
Vehviläinen studierte Philosophie an der Universität Ostfinnland. Vom 19. April 2007 bis 22. Juni 2011 war sie im Kabinett Vanhanen II und im Kabinett Kiviniemi Verkehrsministerin. Vehviläinen war im Kabinett Sipilä Ministerin für Kommunen und Verwaltungsreformen. Sie ist mit Timo Hiltunen verheiratet.